# Nipteria
Nipteria là một chi bướm đêm thuộc họ Geometridae.